# 1 contre 100 (jeu vidéo, 2009)
Pour le jeu télévisé, voir 1 contre 100.
 (avril 2017).
Si vous disposez d'ouvrages ou d'articles de référence ou si vous connaissez des sites web de qualité traitant du thème abordé ici, merci de compléter l'article en donnant les références utiles à sa vérifiabilité et en les liant à la section « Notes et références ».
1 contre 100 est un jeu vidéo sur Xbox 360.
C'est le premier jeu Primetime du service Xbox Live, il ne se joue qu'en ligne grâce à Xbox Live. Il s'agit de l'une des adaptations de l'émission éponyme.
Ce jeu est offert pour toutes les personnes possédant un compte Xbox Live Gold. Sa gratuité est due aux publicités qui sont jouées entre les manches, à la manière d'un vrai programme télé. Il est sorti, sous forme de bêta, le 9 mai 2009 au Canada (sauf au Québec), le 1er juin 2009 aux États-Unis, le 10 juillet 2009 en Angleterre et le 12 juillet 2009 en France et en Allemagne. Tout le monde peut y jouer néanmoins seuls les meilleurs peuvent gagner des prix. Le jeu est basé sur un fonctionnement par saisons : seules deux saisons ont été proposées.

## Système de jeu
1 contre 100 est la reprise du jeu télévisé 1 contre 100. Ce jeu est le premier à faire partie de la gamme Primetime qui a été annoncée lors de l'E3 2008 en même temps que la NXE. Le jeu reprend les mêmes principes que ceux de l'émission : un candidat se retrouve seul face à 100 personnes constituant Le Mur. Le but du candidat est de détruire ce mur. Pour cela, il doit répondre à des questions et peut compter sur l'aide des jokers.
Cependant, contrairement au jeu télévisé diffusé, le public peut également prendre part au quiz. Le jeu regroupe deux modes : 1 contre 100 Live et 1 contre 100 (appelé 1 contre 100 Extended Play dans la version américaine). Le jeu est uniquement disponible pour les joueurs ayant un abonnement Gold, sera uniquement jouable en ligne et est totalement gratuit puisqu'il est financé par quelques coupures de publicités durant les parties.
À chaque partie, des questions sont posées aux joueurs sous forme de QCM. Chaque question dispose de 3 propositions de réponse. Le joueur choisit sa réponse en appuyant sur les boutons X, A ou B. Les joueurs disposent de 7 secondes pour répondre à une question.

## Saisons

### Saison 1 (phase bêta)
Elle s'est déroulée du 12 août 2009 au 13 septembre 2009, et comprenait deux phases.
La première phase se déroulant du 12 juillet 2009 jusqu'au 30 août 2009, et la seconde du 31 août 2009 au 13 septembre 2009.

### Saison 2
La saison 2 commence 19 novembre 2009 en France, au Canada, aux États-Unis et en Allemagne, et le 20 novembre 2009 en Grande-Bretagne et en Irlande. Elle dure 14 semaines et s'achève le 14 février 2010.
Il ne s'agit plus d'une Beta, mais de la version finale du jeu, des succès ont donc été ajoutés. Ils sont au nombre de 12 et rapportent jusqu'à 200 G Points.
Une saison 3 a été annoncée, mais le 15 juillet 2010, Microsoft annonce la fin de 1 contre 100 Live. Le jeu n'aura connu que deux saisons.